# Nordisk Netværk for Avantgardestudier
Nordisk Netværk for Avantgardestudier er et nordisk forskningsnetværk støttet af NordForsk 2004-2007, og erholdt status Nordic Research Gem 2008.
Nordisk Netværk for Avantgarde Studier har til mål at styrke og koordinere mindre og spredte nationale forskningsmiljøer, bidrage til at fremme udveksling af viden om forskelle og ligheder mellem de nordiske lande og gøre nordisk avantgardeforskning internationalt synlig. Nordisk Netværk for Avantgardestudier afholder en årlig konference, og indenfor netværkets ramme udarbejdes De nordiske avantgarders kulturhistorie i 4 bind og et elektronisk arkiv for dokumenter fra de nordiske avantgarder. Tania Ørum (Københavns universitet) leder netværket, og er tilsammen med Marianne Ping Huang, (Københavns universitet) koordinator for Danmark.
Det nordiske forskningsnetværk er en videreudvikling af det danske forskningsnetværk ”Avantgardernes genkomst og aktualitet” støttet af Det humanistiske Forskningsråd 2001-2004. Det nordiske netværk har også stået centralt i etableringen av et europæisk forskningsnetværk, Europæisk Netværk for Avantgarde og Modernisme Studier (EAM), hvis første konference blev afholdt i Ghent, Belgien, maj 2008. Indenfor EAM har det nordiske netværket en vigtig opgave med at synliggøre nordisk avantgardeforskning internationalt.